# ریکاردو دیورا
ریکاردو دیورا (انگلیسی: Riccardo Divora; ۲۲ دسامبر ۱۹۰۸ – ۱۰ ژانویهٔ ۱۹۵۱) قایقران روئینگ اهل ایتالیا بود.